# Cronay
Cronay est une commune suisse du canton de Vaud, située dans le district du Jura-Nord vaudois.

## Histoire
Des tombes burgondes contenant des boucles de ceinture damasquinées furent découvertes dans la commune. Cronay fut cité sous le nom de Crosnai en 1142. Au Moyen Âge, la seigneurie de Cronay dépendait de la terre de Saint-Martin-du-Chêne : au lieu-dit Au Signal, on distingue encore les vestiges du château Castellion, important ouvrage dont Ulrich de Saint-Martin fit hommage à Pierre II de Savoie en 1255. À la fin du Moyen Âge, la seigneurie de Cronay se divisa en trois parties : celle de Valangin, qui fut achetée en 1553 par le Bernois Niklaus Manuel au comte d'Avy, époux d'Isabelle de Challant, dame de Valangin ; celle de Combremont qui, de la famille du même nom, passa successivement aux nobles d'Avenches puis aux Robin, d'Yverdon, lesquels la conserveront jusqu'en 1798 ; celle de Châtonay, amenée à Guillaume de Châtonay par Wullième Uldriset en 1404. Cette troisième partie paraît avoir été réunie, au début du XVIIe siècle, à celle appartenant à la famille Manuel. Sous le régime bernois, Cronay faisait partie du bailliage d'Yverdon ; c'était une cour de châtellenie seigneuriale. La commune était gérée par l'ensemble des communiers. Le village faisait ensuite partie du district d'Yverdon de 1798 à 2007.
L'église était dédiée à saint Maurice avant la Réforme ; la paroisse réformée comprenait Cronay, l'annexe d'Orzens et les villages d'Oppens et Gossens. L'écrivain genevois Rodolphe Töpffer passait ses vacances d'été dans une maison qu'il hérita en 1843 et transforma pour y accueillir ses pensionnaires. Le bâtiment de l'école date de 1809, avec rénovations en 1900 et 1939. À la fin du XXe siècle, la vocation agricole de Cronay est de plus en plus réduite, à cause d'exploitations agricoles trop petites ; de nombreux navetteurs travaillent à Yverdon.

## Géographie
Cronay se situe à l'ouest de la Menthue.
Outre le village, la commune comprend les petits hameaux de la Baumaz, de la Crausaz et de Planchamps.

## Population

### Surnoms
Les habitants de la commune sont notamment surnommés les Corbeaux.

### Démographie
Cronay compte 263 habitants en 1764, 561 en 1850, 470 en 1900, 328 en 1950, 242 en 1980, 308 en 2000 et 410 au 31 décembre 2022.